# Públio Valério Comazão
Públio Valério Comazon ou Públio Valério Comazão (m. depois de 222) foi um general romano e aliado do imperador Heliogábalo. Comazão começou sua carreira como um recruta comum na época do imperador Cômodo, a quem ele serviu como legionário na província da Trácia. Neste período, foi demovido do governo provincial sob o comando de Tibério Cláudio Átalo Paterculiano. Porém, este incidente não atrapalhou sua promoção subsequente e ele seguiu com uma vitoriosa carreira militar.
Em 218, Comazão comandou a II Legião Pártica, que estava estacionada na época em Apameia, na Síria. Com a ascensão de Macrino em 217, Comazão orquestrou uma revolta com a III Gálica para assegurar a ascensão de Heliogábalo, que era ligado à dinastia severiana. Comazão foi depois recompensado com diversos importantes cargos no Império, incluindo o de prefeito pretoriano de Heliogábalo, cônsul em 220 e uma sequência inédita de três termos seguidos como prefeito da cidade em 220, 221 e 222.
Heliogábalo se mostrou um monarca muito impopular e, depois de meros quatro anos no cargo, foi assassinado por membros da Guarda Pretoriana, que declararam seu primo, Alexandre Severo, imperador. Porém, Comazão sobreviveu ao golpe e, já no governo de Alexandre, novamente assumiu a posição de prefeito. Não se sabe quando morreu.